# Sinopodisma fopingensis
Sinopodisma fopingensis är en insektsart som först beskrevs av Zheng, Z. och K. Huo 2000.  Sinopodisma fopingensis ingår i släktet Sinopodisma och familjen gräshoppor. Inga underarter finns listade i Catalogue of Life.